# Carrer del Sol (Gelida)
El Carrer del Sol és una via pública de Gelida (Alt Penedès) inclosa a l'Inventari del Patrimoni Arquitectònic de Catalunya.

## Descripció
El carrer del Sol comunica el nucli central de Gelida amb el barri de Sant Miquel. Es tracta d'un carrer edificat únicament a un dels costats, amb cases generalment de planta baixa i dos o tres pisos, de tipologia popular. És un excel·lent mirador a la vall de l'Anoia. Hi ha alguns plàtans al cantó del mirador.

## Història
Aquest carrer coincideix amb un tram de la carretera de Martorell a Vilafranca.